# Paudy
Paudy är en kommun i departementet Indre i regionen Centre-Val de Loire i de centrala delarna av Frankrike. Kommunen ligger i kantonen Issoudun-Nord som tillhör arrondissementet Issoudun. År 2022 hade Paudy 437 invånare.

## Befolkningsutveckling
Antalet invånare i kommunen Paudy
Referens:INSEE